# 香港中文大學（深圳）人工智能學院
香港中文大學（深圳）人工智能學院（英語：School of Artificial Intelligence, the Chinese University of Hong Kong, Shenzhen，簡稱SAI），是香港中文大學（深圳）的第八所學院，成立於2025年2月13日，计划于2025年9月招收首批学生，拟开设人工智能本科专业及人工智能哲学硕士-博士项目。

## 歷史沿革
2025年2月13日，香港中文大学（深圳）人工智能学院正式揭牌成立。聘請美籍華裔數學家、統計學家范劍青擔任首任院長。

## 歷任院長
- 范剑青 教授 （2025年2月-）[4]

## 外部鏈接
- 香港中文大學（深圳）人工智能學院官網